# Šīn
Cette page contient des caractères spéciaux ou non latins. S’ils s’affichent mal (▯, ?, etc.), consultez la page d’aide Unicode.
Šīn (ܫ) est la 21e lettre de l'alphabet syriaque.
Son caractère Unicode est 072B.